# Johann Fischer (Komponist)
Johann Fischer (* 25. September 1646 in Augsburg; † 1716 oder 1717 in Schwedt/Oder) war ein deutscher Violinist und Komponist des Barock.

## Leben
Johann Fischer wurde als Sohn des Augsburger Stadpfeifers Jonas Fischer geboren, Musikunterricht hatte er bei seinem Vater und beim evangelischen Kantor Tobias Kriegsdorfer (1608–1686). Von 1661 bis 1664 war er Schüler von Samuel Capricornus, dem Kapellmeister am württembergischen Hof in Stuttgart, nach dessen Tod wirkte Fischer während fünf Jahren in Paris als einer der Notenschreiber und Kopisten Lullys und lernte so dessen Stil kennen. 1673 war er wieder in der Stuttgarter Hofkapelle, um sich ein Jahr später in Augsburg als Kirchenmusiker niederzulassen. In seiner Augsburger Zeit entstanden rund 60 kirchenmusikalische Werke.
1683 hatte Fischer für drei Jahre eine Anstellung als Violinist, Lehrer und Komponist in Hofkapelle des Markgrafen von Ansbach. Von 1690 bis 1697 hatte er eine ähnliche Anstellung in Mitau (heute Jelgava in Lettland) beim Herzog Friedrich Kasimir von Kurland. Nach Auflösung der Kapelle lebte er eine Zeit lang in Riga. In den späten 1690er Jahren entwickelte Fischer eine rege Reisetätigkeit, die ihn quer durch Europa führte. 1700 hatte er eine Anstellung in Lüneburg, 1701 musizierte er in Polen „vor Ihro Maj. dem Könige von Polen zu dero hoher Zufriedenheit“, 1702 war er Konzertmeister in der Hofkapelle des Herzogs von Mecklenburg-Schwerin. 1704 erfolgte eine enttäuschende Reise nach Kopenhagen, wo er sich eine Anstellung in der königlichen Hofkapelle erhofft hatte. Ab 1707 wirkte Fischer in Bayreuth, danach lebte er in Stralsund, Stockholm und Stettin. In seinen letzten Lebensjahren war er Kapellmeister des Markgrafen Philipp Wilhelm von Brandenburg-Schwedt. Laut Johann Mattheson verstarb Johann Fischer im Alter von siebzig Jahren.

## Wirkung
Johann Fischer gehörte ähnlich wie Johann Sigismund Kusser zu jenen Musikern, die den französischen Stil Jean-Baptiste Lullys pflegten und verbreiteten, den sogenannten Lullisten. Seine überlieferte Kammermusik deutet darauf hin. Fischers Melodien sind originell und ursprünglich, seine Harmonien und Rhythmen vielfältig. In Fischers Werken wird häufig die Skordatur gefordert, auch für die Bratsche, so in „Das Eins-Drey und Drey-Eins oder der habile Violiste“ (Bratschenstimmung: c-g-d’-g’). Das umfangreiche kirchenmusikalische Werk Fischers, bestehend aus zahlreichen Kantaten und Motetten, ist wenig erforscht. Mattheson schreibt, dass Fischers Musik hoch gelobt und häufig gespielt wurde.

## Werke (Auswahl)
- Musikalische Mayen-Lust, a 7 (Augsburg, 1681)
- Himmlische Seelen-Lust für eine Singstimme und Instrumentalbegleitung (Nürnberg, 1686)[Digitalisat 1]
- Balettae a 4 (ca. 1690). Inschrift auf der Titelseite. „Compositæ in Melancholia Authoris, apud enim solatium quærentis, ex Vratislavia ad Neöburg cum Epum Vratsilaviensem pergentis. Johann Fischer“ also „Komponiert in der Melancholie des Autors, der nämlich dabei Trost suchte, auf der Reise von Breslau nach Klosterneuburg mit dem Bischof von Breslau. Johann Fischer“[3].
- Musicalisches Divertissement, a 2 (Dresden, 1699)
- Neuverfertigtes musicalisches Divertissement, a 4 (Augsburg, 1700)
- Tafelmusik, a 3, 4 (Hamburg, 1702)
- Musicalische Fürsten Lust…., a 4 (Augsburg, 1706)
- Feld- und Heldenmusik (Augsburg, 1706)
- Die Motette „So wünsch ich manche gute Nacht“ (Augsburg, 1681) (Autorenschaft ungesichert)
- „Musicalische Composition uber die Welt beruhmbte Luneburger Sultze“[4] (Overture – Entree: Worrinen der Schlag von denen Sulzlers angedeutet wird – Aria: Ballet: Darinnen der Zug von denen Sodes Companen tractiert wird – Aria: Ballet: So das kochend und brudelnde Wasser anzeigt – Menuet: Aria: Uber die weltberuhmbte Luneburger Sultze)[5]

## Digitalisate
1. ↑  Himmlische Seelen-Lust. (PDF; 9,23 MB) In: ks.imslp.info. Ehemals im Original (nicht mehr online verfügbar); abgerufen am 29. Juni 2021 (Digitalisat in der The Lester S. Levy Sheet Music Collection). (Seite nicht mehr abrufbar. Suche in Webarchiven)